# تپه سوسن‌آباد
تپه سوسن آباد مربوط به دوره اشکانیان - دوره ساسانیان است و در شهرستان اراک، بخش مرکز ی، دهستان مشهد میقان، روستای سوسن آباد واقع شده و این اثر در تاریخ ۱۸ اسفند ۱۳۸۷ با شمارهٔ ثبت ۲۵۰۱۱ به‌عنوان یکی از آثار ملی ایران به ثبت رسیده است.